# دان پیتسا
دان پیتسا (به انگلیسی: Dan Pița) (زاده ۱۱ اکتبر ۱۹۳۸ در دوروهوی، شهرستان بوتوشانی، رومانی) کارگردان و فیلم‌نامه‌نویس اهل کشور رومانی است.